# Siegbert Horn
Pour les articles homonymes, voir Horn.
Siegbert Horn, né le 11 mai 1950 à Hartmannsdorf et mort le 9 août 2016 à Elsterwerda, est un kayakiste est-allemand, champion olympique et triple champion du monde de sa discipline. Il pratique le slalom.

## Palmarès

### Jeux olympiques
- Jeux olympiques de 1972 à Munich :
  -  Médaille d'or en K-1 slalom.

### Championnats du monde
- Championnats du monde de slalom (canoë-kayak) 1971 à Merano :
  -  Médaille d'or en K-1.
  -  Médaille d'argent en K-1 par équipe.

- Championnats du monde de slalom (canoë-kayak) 1973 à Muotathal :
  -  Médaille d'or en K-1 par équipe.
  -  Médaille d'argent en K-1.

- Championnats du monde de slalom (canoë-kayak) 1975 à Skopje :
  -  Médaille d'or en K-1.
  -  Médaille de bronze en K-1 par équipe.